# Vitinho (ur. 2004)
Vitinho, właśc. Vitor Hugo Amorim de Assis (ur. 18 lutego 2004 w Campinas) – brazylijski piłkarz występujący na pozycji środkowego lub ofensywnego pomocnika, od 2024 roku zawodnik Cruzeiro.